# Simon Rolfes
Simon Rolfes, född 21 januari 1982 i Ibbenbüren, Nordrhein-Westfalen, är en tysk före detta fotbollsspelare.